# Dinarque
Sauf précision contraire, les dates de cet article sont sous-entendues « avant l'ère commune » (AEC), c'est-à-dire « avant Jésus-Christ ».
Dinarque, en grec ancien Δείναρχος / Deínarkhos, est un logographe et un orateur grec né à Corinthe vers 365, mort à Athènes après 292.

## Biographie
Né à Corinthe, Dinarque s'installe assez jeune à Athènes. Il se lie d'amitié avec Démétrios de Phalère et devient l'élève de Théophraste. Il s'engage ensuite dans une carrière de logographe, où il semble avoir rencontré un certain succès. Il est sollicité en 324 lors de l'affaire d'Harpale, dans laquelle Démosthène est accusé de corruption. Il écrit à cette occasion un Contre Démosthène pour l'un des principaux accusateurs. Après la mort d'Alexandre le Grand et celle des autres grands orateurs, il devient le premier orateur d'Athènes en notoriété et importance, ce qui lui permet d'amasser une somme d'argent considérable. Inquiété pour ses amitiés avec le parti aristocratique, il se retire à Chalcis, en Eubée en 307. Il ne rentre à Athènes qu'en 292, où il meurt peu après.
Denys d'Halicarnasse a écrit sa Vie, reprise en partie d’un ouvrage de Histoire de l'Attique de Philochore.

## Ouvrages
Diogène Laërce cite de Dinarque un ouvrage intitulé De l’Apostasie, livre écrit contre Xénophon. Il ne nous reste de Dinarque que trois discours, tous trois concernant le procès d'Harpale : Contre Démosthène, Contre Aristogiton, Contre Philoclès. Leur qualité est plutôt moyenne : formellement, ils sont d'une grande perfection, mais ils manquent d'originalité et de force. Ils se trouvent dans les Oratores graeci de Johann Jacob Reiske, Leipzig, 1770, dans la Bibliotheca graeca de Didot[Lequel ?], ont été publiés à part à Leipzig, en 1827 par Schmidt, en 1842 par Matzner, et ont été traduits par Athanase Auger. Plusieurs lui attribuent l'Accusation contre Théocrine, présente dans les œuvres de Démosthène. 
Pour une traduction française en regard du texte grec : Dinarque, Discours, éd. Michel Nouhaud et trad. Laurence Dors-Meary, Paris, Les Belles Lettres, 1990 (réimpression en 2002).

## Source
- Marie-Nicolas Bouillet  et Alexis Chassang (dir.), « Dinarque » dans Dictionnaire universel d’histoire et de géographie, 1878 (lire sur Wikisource)